# 瓦庙镇
瓦庙镇，是中华人民共和国陕西省安康市紫阳县下辖的一个乡镇级行政单位。

## 行政区划
瓦庙镇下辖以下地区：
瓦庙社区、新民村、庙坝村、新房村、安坪村、新华村、新光村、瓦房村、堰塘村和老庄村。